# 램제트
램젯(ramjet, flying stovepipe 또는 athodyd)은 제트 엔진의 한 종류로 피스톤으로 공기를 압축하는 방법이 아닌 고속 비행에 의한 기압으로 공기를 압축하는(ram compressed) 제트 엔진이다. 1908년 프랑스 공학자 르네 로랑(René Lorin)에 의해 고안되어 특허를 획득하였다. 하지만 당시 기술로는 렘젯에 필요한 고속 비행기 제작이 가능하지 않아 개발이 중단되었고, 후에 실제로 렘젯이 탑재된 비행기는 2차 대전 후인 1949년 프랑스 공학자 르네 르듁(René Leduc)에 의해 실현되었다.
램젯 엔진은 이후 주로 미사일의 추진체로 응용되었고 최근에는 스크램젯 엔진이 등장하는 등 발전과 개발이 진행되는 기술이다. 렘젯 엔진의 특징은 구조가 간단하고 가벼우며 초음속에서 연료 효율이 우수하다는 것이다.

## 구조와 원리

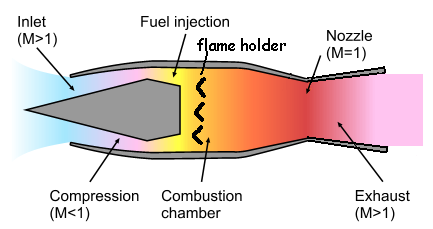
램젯 구동시 엔진 내부 유동의 마하수를 보여주는 그림

단순한 형태의 제트 엔진인 터보젯은 공기흡입구, 압축기, 연소실, 터빈, 배기구로 구성된다. 터보젯은 터빈에서 동력을 얻어 압축기로 공기를 압축하는 데 반해 램젯은 압축기를 없애고 고속 비행으로 인한 기압으로 공기를 압축한다. 때문에 압축기와 여기에 동력을 전달하는 터빈도 필요가 없어져 램젯은 공기흡입구와 연소실, 배기구로 구성되어 구조가 단순해진다.
램젯 엔진은 터보젯이나 터보팬 엔진에 비하여 작고 간단하기 때문에 미사일 같이 작고 고속을 요구하는 비행체에 알맞다. 또한 초음속 순항일 경우 다른 제트 엔진보다 연료 효율이 높다. 하지만 램젯은 정지상태에서는 작동되지 않거나 낮은 속도에서는 효율이 떨어지므로 램젯 추진기관을 장착한 비행체를 초기 상태에서 초음속에 도달시키기 위해 다른 추진기관을 이용해야 하는 단점이 있다.

## 비행 속도
렘젯 엔진은 마하 0.5이하에서는 추력을 얻는 데 별 도움이 안 된다. 또한 속도가 1,000km/h에 도달하기까지는 공기 압축이 효과적이지 못해 효율적인 비행이 어렵다. 또한 램젯 엔진은 최초 설계에 따라 정해진 속도와 고도에서 최적의 성능을 발휘한다. 그렇지만 일단 비행체가 마하 2에서 마하 4 정도에 이르게 되면 효율이 극대화되고 대기권에서는 로켓보다도 우수한 성능을 발휘한다.

## 램젯 탑재 미사일
램젯 엔진의 역사는 램젯이 탑재된 미사일의 역사와 같이한다. 램젯을 탑재한 미사일은 초기의 가속을 부스터(Booster)로부터 얻거나 비행체(주로 전투기)로부터 얻어 발사된다.
옛 소련의 Krug 미사일은 고체 연료 로켓을 부착하여 초기에 가속하여 발사하는 방식으로 1967년 개발되었다. 미사일이 정상적인 속도에 다다르면 액체를 연료로 하는 램젯 엔진이 목표물을 향해 비행하게 된다. 최대 마하4까지 속도를 낼 수 있고 사정거리는 50-55km이며 운항 고도는 100m-27km였다.
미국의 Bonarc미사일은 비행기의 날개에 장착하여 발사하였고 Marquardt 램젯 엔진으로 가속 순항하였다. 추력은 44kN(A형)과 62kN(B형)이 있었다. Bonarc미사일은 1959-1972년에 북아메리카 방어 시스템으로 사용되었다.
영국의 Bloodhound(현재 퇴역)나 Sea dart 대공 미사일도 램젯 엔진을 사용한 미사일이다.
지금도 많은 미사일 개발 계획에서 램젯 엔진을 탑재한 가볍고 연료효율이 우수하며 사정거리가 긴, 초음속 미사일을 개발하고 있다. 영국의 MBDA 미티어(Meteor) 공대공 미사일이나 러시아-인도 합작의 초음속 순항 미사일인 BrarMos가 그 예이다. 대만의 공대함 미사일인 HF-3도 추진체로 렘젯 엔진을 장착하고 있다. 

## 램젯 기반 엔진
램젯 엔진은 항상 유입공기를 아음속으로 낮추어 연소실로 보낸다. 스크램젯(SCRamJet;Supersonic Combustion Ramjet)은 램젯 엔진과 비슷하지만, 유입공기가 엔진 전체를 거치면서 초음속을 유지하는 것이 다르다. 이렇게 하면 공기흐름으로 인한 정체압과 순 추력이 증가되는 효과가 있다. 이 경우 비행체가 극초음속(hypersonic)에 도달하여 공기유입온도가 높아지고 항공유가 연소될 수 있기 때문에 현재로서는 수소 연료가 쓰인다. 스크램젯은 수년간 연구되어왔고 진행 중에 있는 기술로 스크램젯 엔진을 단 비행체가 비행에 성공한 것은 최근의 일로 앞으로 발전이 기대되는 기술이다.
램젯 엔진의 변종으로 복합 싸이클(combined cycle) 램젯 엔진이 있다. 그 중 Air Turbo Ramjet(ATR)이 있는데 이 엔진은 음속이하에서는 터보젯처럼 운전되고 마하6이하에서는 팬과 함께 램젯으로 운전된다.
냉전 기간 중에 미국은 '플루토 프로젝트'(Pluto Project)라는 이름으로 핵추진 램젯을 연구하였다. 이것은 연소에 의한 것이 아닌 핵 반응으로 공기를 가열하여 추진하는 방식이었다. 대륙간 탄도미사일(ICBM)이 개발되어 목적하고자 했던 성능을 달성하여 이 계획은 취소되었다.

## 참고 문서
- 제트 엔진
- 터보젯
- 스크램젯

## 같이 보기
- 항공기 엔진
- 제트기
- 터보팬
- 터보제트